# SwissDRG
Swiss Diagnosis Related Groups, kurz SwissDRG-System, deutsch: diagnosebezogene Gruppen oder besser diagnosebezogene Fallgruppen, ist ein einheitliches, an Diagnosen geknüpftes Fallpauschalen-System im Gesundheitswesen. In der Schweiz wurde das Fallpauschalen-System SwissDRG und die damit verknüpfte neue Spitalfinanzierung am 1. Januar 2012 eingeführt.
Daneben gibt es für die Spital- bzw. Krankenhausplanung in der Schweiz, stellenweise bereits seit dem Jahr 2011, das System des vom Kanton Zürich entwickelten Spitalplanungs-Leistungsgruppenkonzepts mit komplexen Spitalplanungs-Leistungsgruppen (SPLG) und leistungsgruppenspezifischen Anforderungen. 
Das System basiert auf dem System German DRG (G-DRG) und wurde angepasst an die Besonderheiten des föderalistisch strukturierten Gesundheitssystems der Schweiz. Zuständig für die Erarbeitung und Weiterentwicklung sowie die Anpassung und Pflege des Schweizer Fallpauschalen-Systems ist die SwissDRG AG. Sie setzt den Gesetzesauftrag um, den das Parlament im Dezember 2007 verabschiedet hat. Die gemeinnützige Aktiengesellschaft wurde am 18. Januar 2008 gegründet und ist eine gemeinsame Institution der Leistungserbringer, der Versicherer und der Kantone. Die breite Abstützung wird den unterschiedlichen Anforderungen und Bedürfnissen an das neue Abgeltungssystem gerecht. Die SwissDRG AG und ihre Partnerorganisationen setzen sich gemeinsam dafür ein, dass die Einführung des Fallpauschalensystems in der Schweiz erfolgreich und zum Vorteil für alle Beteiligten umgesetzt wird.

## Grundlagen
Im DRG-System werden Patienten anhand medizinischer (Diagnosen, durchgeführte Behandlungen) und demographischer Daten (Alter, Geschlecht sowie das Aufnahmegewicht bei Kindern, die jünger sind als 1 Jahr) für Zwecke der Abrechnung in Fallgruppen klassifiziert. Die Fallgruppen dienen jedoch nicht der Bestimmung der medizinischen Behandlung, sondern die Differenzierung erfolgt aufgrund des in der Vorperiode ermittelten typischen Aufwandes (Behandlungskosten). Diese Fallgruppen werden mit einer sogenannten Bewertungsrelation (BR) (englisch cost weight (cw)) bewertet, in der sich die unterschiedlichen Behandlungskosten der jeweiligen Fallgruppe widerspiegeln.

## Geschichte
Im Dezember 2005 entschied sich das zuständige Gremium der Schweiz zur Einführung eines DRG-Systems auf Grundlage des deutschen Modells. Durch den Prozess der Helvetisierung (Anpassung an die schweizerische Behandlungswirklichkeit) sind daraus die SwissDRG entstanden.
Die SwissDRG AG wurde am 18. Januar 2008 in Bern gegründet. Die Kantone und die Krankenversicherungs-Tarifpartner haben diese gemeinnützige Aktiengesellschaft gegründet, um in Zukunft die Tarifstruktur in den Spitälern zu vereinheitlichen und damit auch für die Patienten übersichtlicher und transparenter zu machen. Damit können jene Postulate umgesetzt werden, welche im revidierten Krankenversicherungsgesetz verankert wurden. Das Verwaltungsratspräsidium der SwissDRG AG wird durch den ehemaligen Basler Regierungsrat Carlo Conti wahrgenommen.
Aktionäre der SwissDRG AG sind:
- Schweizerische Konferenz der kantonalen Gesundheitsdirektorinnen und -direktoren (GDK)
- H+ Die Spitäler der Schweiz
- Santésuisse Die Schweizerischen Krankenversicherer
- U. V. G. Medizinaltarifkommission, MV/IV (MTK)
- Vereinigung der Schweizer Ärztinnen und Ärzte (FMH)
- Curafutura

## Ziele
SwissDRG-Fallpauschalen (Swiss Diagnosis Related Groups SwissDRG) sind eines der Instrumente in der neuen Spitalfinanzierung, das zu mehr Transparenz bei den Behandlungen und einer leistungsgerechteren Vergütung der Spitäler und Kliniken führen soll. Nicht mehr die Spitäler selbst als Institutionen werden finanziert, sondern ihre Leistungen am Patienten. Und diese Leistungen sollen auch qualitativ vergleichbar werden. In Zukunft werden Patienten wissen, welches Spital welche Operation zu welchem Preis und in welcher Anzahl anbietet. Mit den Fallpauschalen erhalten Versicherte, Kantone und Versicherer transparente Vergleiche über die Menge und Preise der Leistungen unterschiedlicher Spitäler. Die Finanzierer, Kantone und Krankenversicherungen, dürften sich für die preiswerteren Leistungen interessieren. Private und öffentliche Spitäler sollen gleich lange Spiesse erhalten.
Die neue Spitalfinanzierung bringt neue kantonale Spitallisten, die sich primär nach den Kriterien Qualität und Effizienz ausrichten sollen. Die Kantone sind mit der neuen Spitalfinanzierung verpflichtet, allen öffentlichen und privaten Spitälern auf der Spitalliste ihren kantonalen Anteil an den medizinischen Behandlungen der Patienten zu bezahlen. Das ist heute noch nicht so.
Die neue Spitalfinanzierung definiert außerdem einen neuen Kostenteiler zwischen Kantonen und Krankenversicherungen. Neu sollen die Kantone mindestens 55 % der Kosten bezahlen, die Krankenversicherungen höchstens 45 % der Kosten.
Die Preise der Spitäler müssen in der neuen Spitalfinanzierung die berufliche Aus- und Weiterbildung der nicht-universitären Berufe finanziell abdecken. Bisher finanzierten die Kantone diese beachtlichen Kosten aus Steuergeldern.
Investitionen sind in schweizerischen Fallpauschalen ab 2012 enthalten. In den Preisen für Operationen, Therapien und die stationäre Pflege in Spitälern und Kliniken sind die Kosten für Operationstische, Geräte, Medikamente und Immobilien eingerechnet. Das ist unter dem früheren Regime der Abteilungs- oder Tagespauschalen nicht der Fall. Vorher bezahlten die Kantone die Investitionen in öffentlichen und öffentlich subventionierten Spitälern und Kliniken über ihre Steuergelder.

## Bewertung
Der Verband der Spitälter der Schweiz H+ zog eineinhalb Jahre nach der Einführung eine gute Bilanz. Die Spitäler und Kliniken hätten die Kosten im Griff. Gemäß Verbandsdirektor Bernhard Wegmüller seien die Kosten in der obligatorischen Krankenversicherung im stationären Bereich 2012 moderat um 1,3 Prozent gewachsen.

### Upcoding
In der Schweiz sind alle Spitäler verpflichtet, die Richtlinien zur einheitlichen Kodierung des Bundesamts für Statistik zu beachten. Die korrekte Anwendung wird von den Krankenversicherungen kontrolliert.

### Kodierung
Grouper werden von der SwissDRG AG zertifiziert. Zur Kodierung ist das Kodierungshandbuch des Bundesamtes für Statistik zu beachten.